# 글리세라이드

글리세롤의 구조

트라이폼인 다음으로 가장 단순한 지방인 트라이아세틴

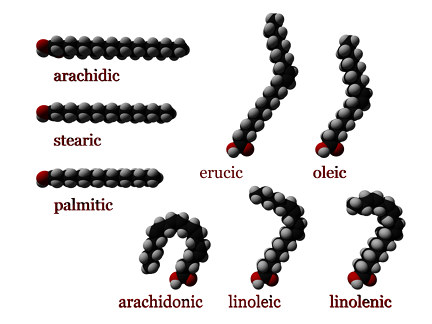
지방산들의 예시

글리세라이드(영어: glyceride)는 글리세롤과 지방산으로부터 형성된 에스터이며, 일반적으로 매우 소수성이다. 아실글리세롤(영어: acylglycerol)이라고도 한다.
글리세롤에는 3개의 하이드록실기가 있으며, 이는 1개, 2개 또는 3개의 지방산과 에스터를 형성하여 모노글리세라이드, 다이글리세라이드 또는 트라이글리세라이드를 각각 형성할 수 있다. 이들의 구조는 이들이 가지고 있는 지방산 알킬기에 따라 상이한 탄소수, 상이한 불포화도 및 올레핀의 상이한 입체배치 및 위치를 가질 수 있다.
식물성 기름과 동물성 지방은 대부분 트라이글리세라이드를 함유하고 있지만 천연 효소인 라이페이스에 의해 모노글리세라이드 및 다이글리세라이드와 유리 지방산과 글리세롤로 분해된다.
비누는 글리세라이드와 수산화 나트륨의 반응으로 형성된다. 이 반응의 생성물은 글리세롤과 지방산의 염이다. 비누의 지방산은 때의 기름 성분을 유화시켜 때의 기름기를 물로 제거시킬 수 있게 한다.

## 종류
|  |

- 모노글리세라이드는 글리세롤과 1개의 지방산이 에스터 결합으로 연결된 글리세라이드이다.
- 다이글리세라이드는 글리세롤과 2개의 지방산이 에스터 결합으로 연결된 글리세라이드이다.
- 트라이글리세라이드는 글리세롤과 3개의 지방산이 에스터 결합으로 연결된 글리세라이드로 흔히 말하는 지방은 트라이글리세라이드를 지칭한다.

모노글리세라이드와 다이글리세라이드는 식품 첨가물로 기름과 물처럼 이질의 음식 성분들을 혼화시키는데 사용된다. 자연적으로는 식물성 기름이나 동물성 지방에서도 추출하지만 인공적으로 합성해서 만들 수도 있다. 빵, 음료, 아이스크림, 껌, 마가린 등의 제조에 사용된다.

## 부분 글리세라이드
부분 글리세라이드(영어: partial glyceride)는 글리세롤과 지방산의 에스터로, 모든 하이드록실기가 에스터화되어 있지 않다. 이들의 하이드록실기들 중 일부는 자유롭게 노출되어 있기 때문에 분자는 극성을 갖는다. 부분 글리세라이드는 모노글리세라이드(2개의 하이드록실기가 자유롭게 노출) 또는 다이글리세라이드(1개의 하이드록실기가 자유롭게 노출)일 수 있다. 짧은 사슬 부분 글리세라이드는 긴 사슬 부분 글리세라이드보다 극성이 더 강하고 많은 난용화 약물에 대해 우수한 용매적 특성을 가지기 때문에 특정 의약품의 제형을 개선하는 부형제로서 가치가 있다. 글리세라이드의 가장 일반적인 형태는 트라이글리세라이드이며, 트라이글리세라이드는 칼로리 값이 높고 일반적으로 탄수화물(4 kcal/g)보다 그램(g)당 2배 이상의 에너지(9 kcal/g)를 생성한다.

## 아실글리세라이드 결합
아실글리세라이드 결합(영어: acylglyceride linkage)은 유기산(예: 지방산)의 작용기와 글리세롤의 3개의 하이드록실기들 중 하나 사이에 형성되는 공유 결합을 지칭한다.

## 같이 보기
- 중성지방
- 라이페이스
- 이자액